# Relsberg
Relsberg là một đô thị ở huyện Kusel, bang Rheinland-Pfalz, phía tây nước Đức. Đô thị Relsberg có diện tích 3,81 km².